# Бланк, Карл Иванович
Карл Иванович Бланк (1728—1793) — московский архитектор и инженер-строитель, один из последних мастеров барокко и первый по времени архитектор раннего русского классицизма. Известен храмовыми постройками (храмы Троицы в Серебряниках, Николы в Звонарях) и зданием Воспитательного дома на Москворецкой набережной. Сын архитектора Ивана Бланка.

## Биография
Происходит из рода французских гугенотов, некогда бежавших в Германию. Дед архитектора, Яков — кузнец, приехавший на Олонецкий завод при Петре I. Отец, Иван Яковлевич, начинал переводчиком при немецких архитекторах, приглашённых в Петербург, а впоследствии сам стал архитектором, помощником Петра Еропкина. В 1740 Еропкин был казнён по делу Артемия Волынского, а Иван Бланк «отделался» поркой кнутом и вечной ссылке в Сибирь со всей семьёй. Мать Карла умерла по дороге. Вскоре после прибытия ссыльных в Тобольск в Петербурге произошёл переворот, и семье было дозволено вернуться в Москву. В Тобольске Карл познакомился со своим сверстником Александром Кокориновым, который оказался способным учеником Ивана Бланка и отправился вместе с Бланками в Москву.
Иван Яковлевич умер вскоре после возвращения; Карл Бланк и Александр Кокоринов продолжали работать в строительных командах Ивана Коробова и Петра Обухова, а в 1749 Карл Бланк сдал экзамен на звание архитектуры гезеля самому Растрелли и был прикомандирован в помощники к Алексею Евлашеву. По инициативе Растрелли Бланк работал над проектом восстановления Воскресенского собора Новоиерусалимского монастыря, но этот первый проект не был реализован, и только в 1756—1759 Бланк лично возглавил реконструкцию Нового Иерусалима. Самостоятельные практические работы Бланка ранних лет, такие, как московский Анненгоф, не сохранились.
Расцвет творчества Бланка — 1760-е годы. Большим личным успехом стало оформление города для коронации Екатерины II. В Москве, архитектор жил на Рождественке во владениях графа Ивана Воронцова и фактически стал его домашним архитектором. Во владениях Воронцовых Бланк построил московский храм Николая Чудотворца в Звонарях (Рождественка, 15/8) и Спасскую церковь в подмосковном Воронове и храм святых Бориса и Глеба в Белкино. Бланк также строил
- Храм Троицы Живоначальной в Серебряниках, Москва, Серебрянический переулок, 1а.
- Храм великомученицы Екатерины на Всполье, Москва, Большая Ордынка, 60/2.
- Спасская церковь в Кусково(предположительно). Москва, улица Юности, 2, стр. 5.
- Московский Храм Бориса и Глеба на Арбатской площади (не сохранился).
- Московский Храм Кира и Иоанна на Солянке (не сохранился).
- Храм Спаса Нерукотворного. Лобня, ул. Киово, 25А, Лобня.
- "Голландский домик" в усадьбе Вороново. Москва, поселение Вороновское, квартал № 112

Некоторые авторы также приписывают Бланку проект усадебной церкви в имении Троицкое-Кайнарджи, ныне город Железнодорожный. Мнение основано на упоминании фамилии Бланка в семейной переписке графов Румянцевых, однако Бланк мог быть занят на постройке и как архитектор, и как управляющий, и просто как консультант.
В 1764—1781 Бланк строит свой крупнейший проект — московский Воспитательный дом (западный и центральный корпуса; восточный был выстроен только в 1940-е годы). Это здание, рассчитанное на 8 тысяч воспитанников, — эпоха в московской архитектуре, точка поворота от барокко к классицизму. Для своего времени его строгие фасады казались скупыми, аскетичными, и лишь через четверть века классический стиль стал господствующим в российской архитектуре.
В те же годы Бланк, как наиболее опытный московский архитектор, приглашался на управление крупными строительными проектами, такими, как Екатерининский дворец и Сенатский дворец в Кремле. Однако именно от проектирования Сената он был отстранён в первый же год работ — проект был передан Матвею Казакову. До конца жизни Бланк был востребован частными заказчиками — и как архитектор, и как «консультант по изяществу». В частности, консультировал Петра Шереметева на постройке Кусковского дворца, и сам выстроил в Кусково оранжерею, «Эрмитаж» и «Голландский домик».

## Галерея

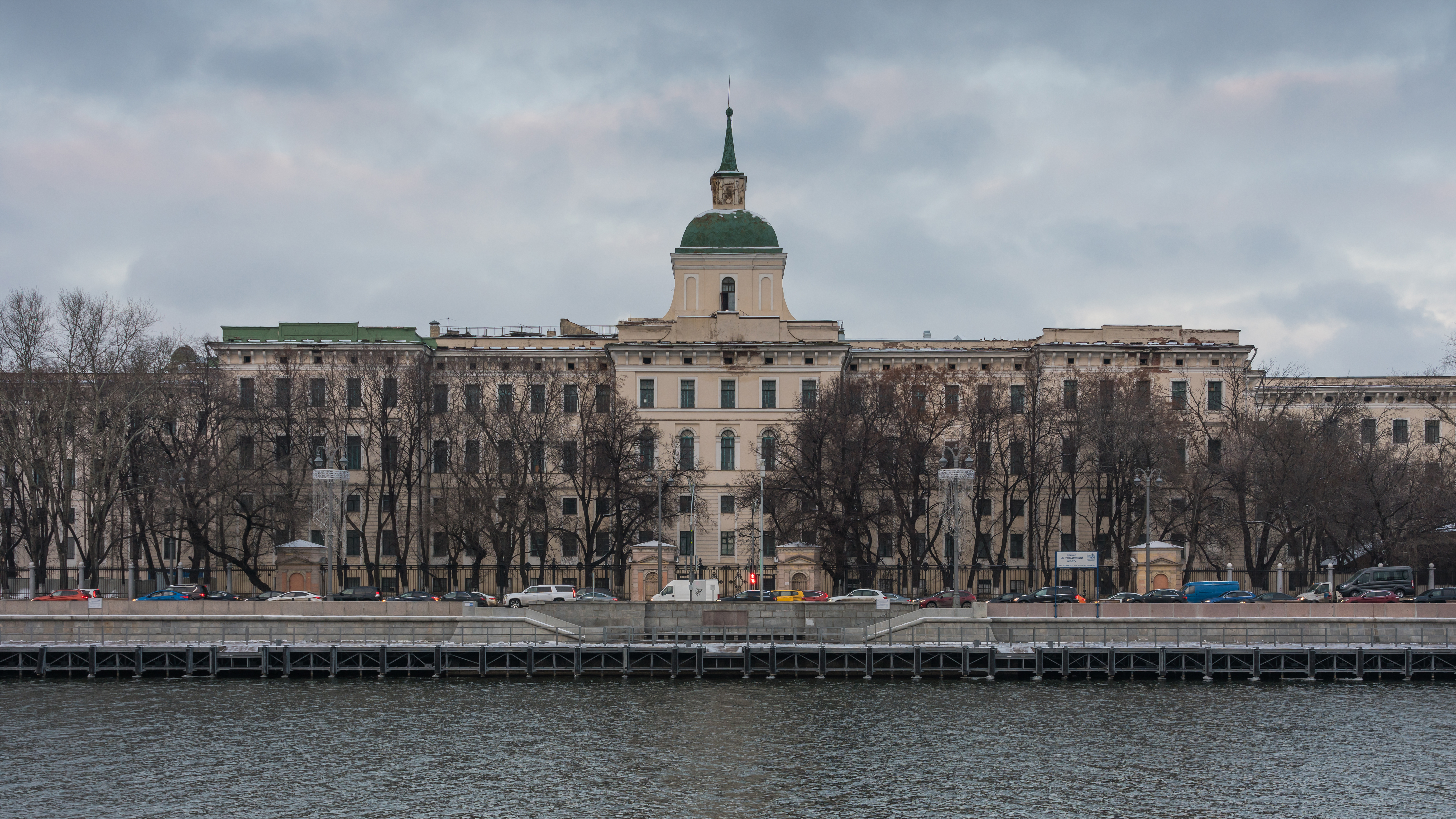
Воспитательный дом (1764—1781)
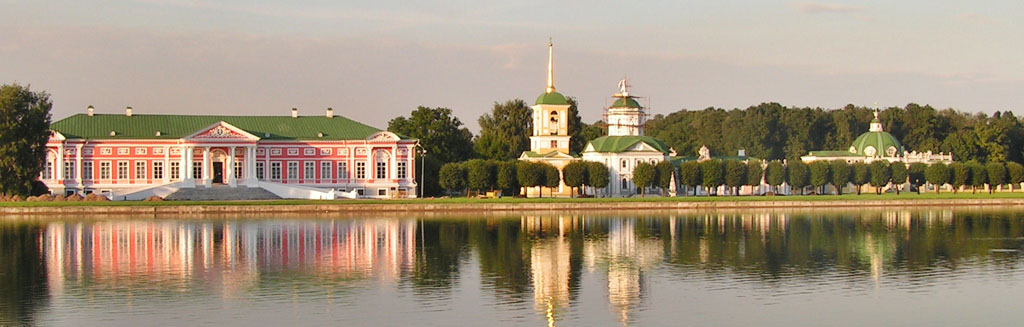
Ансамбль усадьбы Кусково. Бланка нередко называют автором как Кусковского дворца, так и Спасской церкви (на фото в центре).
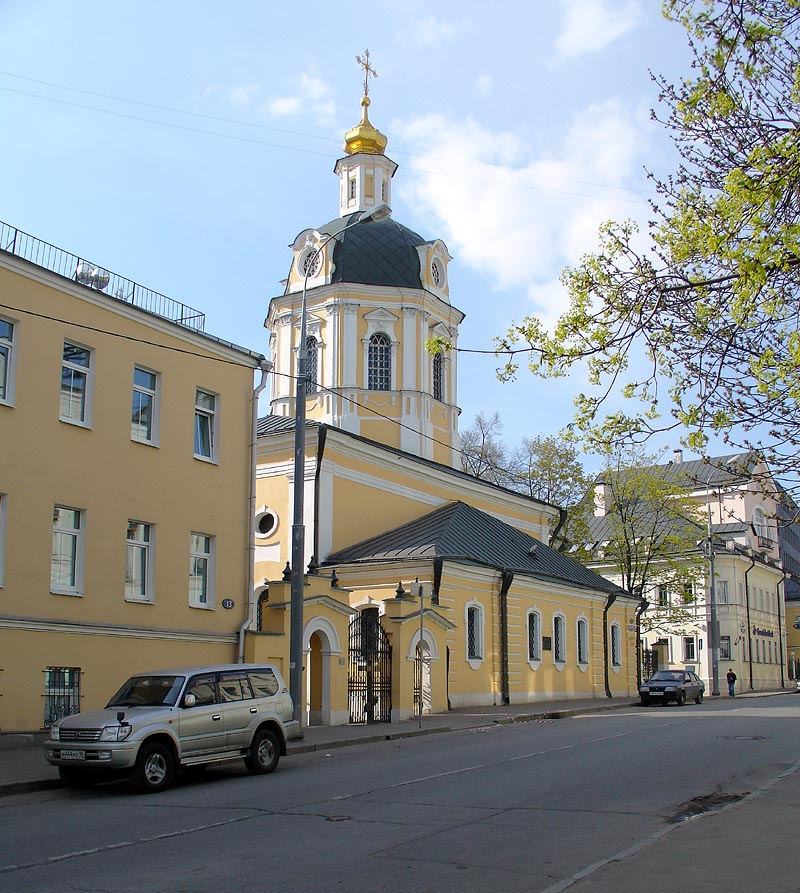
Храм Николая Чудотворца в Звонарях
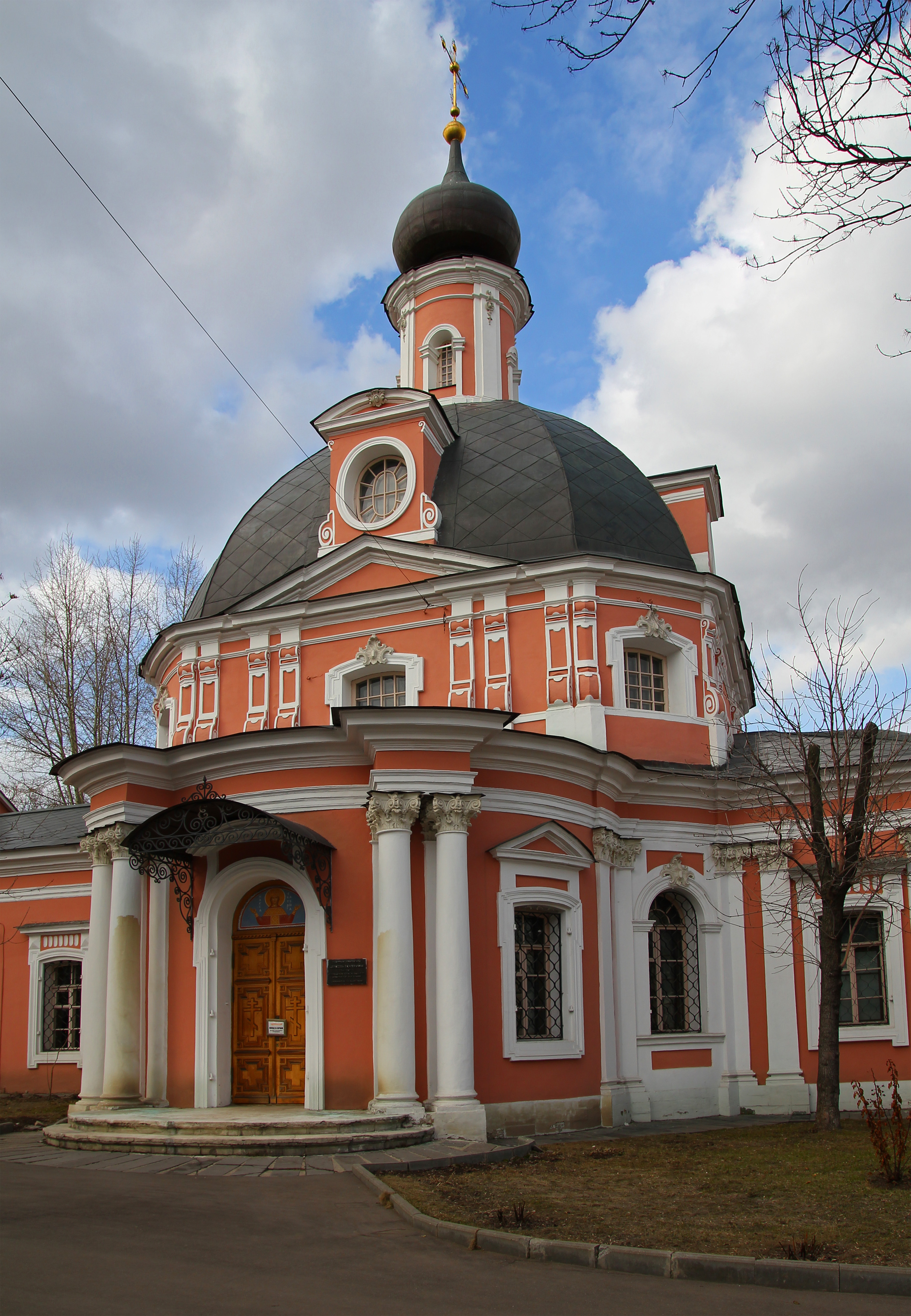
Храм Екатерины на Всполье
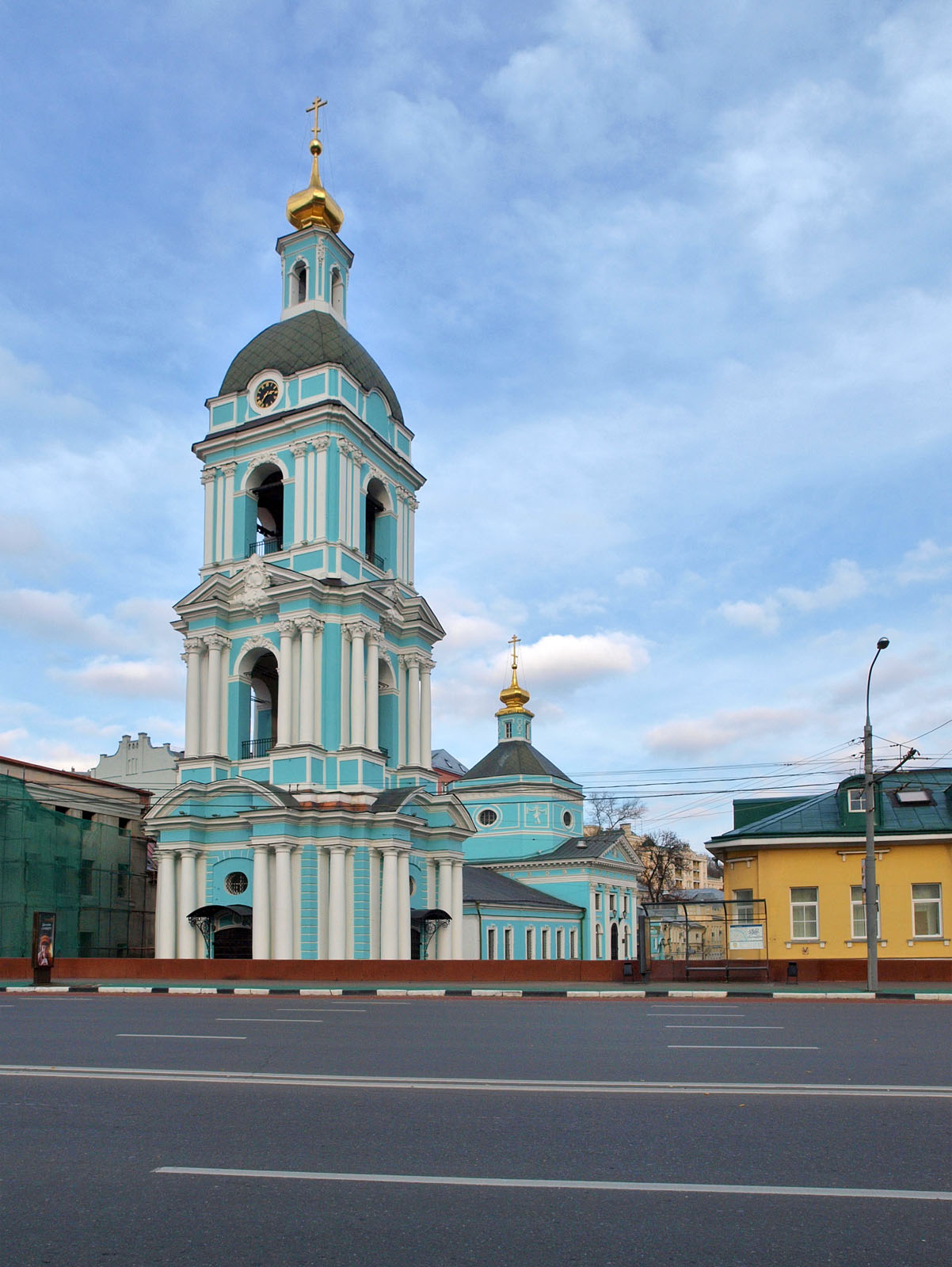
Храм Троицы в Серебряниках
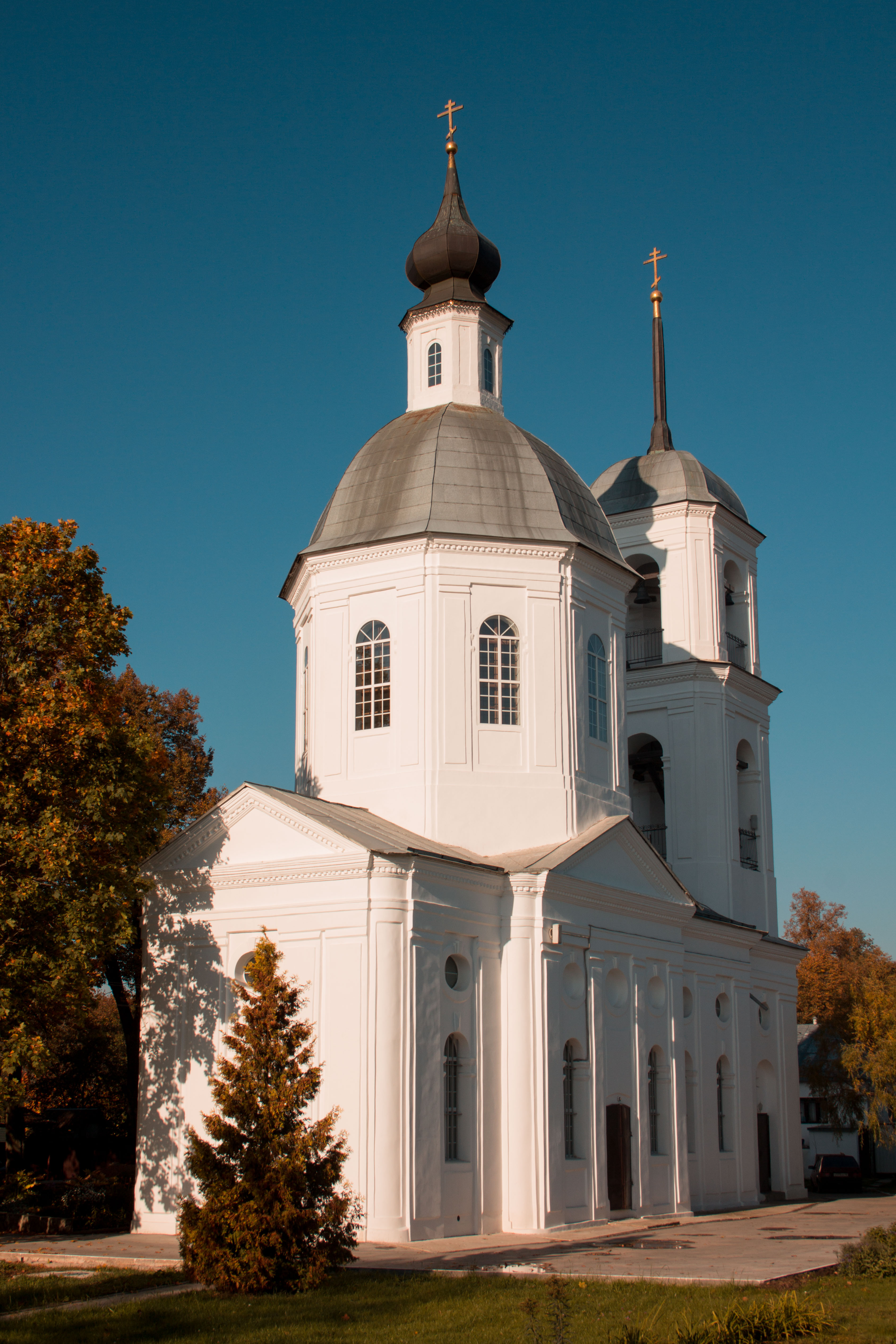
Церковь Бориса и Глеба в усадьбе Белкино

## Семья
- Жена — Екатерина Петровна Бунина, сестра поэтессы Анны Буниной. Бланк имел пятерых детей, среди его потомков — декабрист Николай Басаргин (внук), Пётр Семёнов-Тянь-Шанский, писательница Наталья Грот.
- Сын — Пётр Карлович Бланк (1758—1811) — коллежский советник (1790). Дед Петра Семёнова-Тян-Шанского.
- Дочь — Софья Карловна Бланк (1760—1810) — в замужестве Замятнина.
- Дочь — Екатерина Карловна Бланк (1763—1815) — в замужестве Басаргина. Мать декабриста Николая Басаргина.
- Сын — Борис Карлович Бланк (1769—1826) — поэт, переводчик, драматург.
- Сын — Павел Карлович Бланк (1771—?)